# Charcoal agar
Charcoal agar – wzbogacone podłoże mikrobiologiczne używane do hodowli bakterii z rodzaju Bordetella - na przykład pałeczki krztuśca. Po dodaniu surowicy końskiej możliwy jest ponadto wzrost Haemophilus influenzae.
Inne podłoża stosowane do hodowli Bordatella to zawierająca krew podłoże Bordeta-Gengou oraz oparte na dekstranie syntetyczne podłoże CSM.

## Skład pożywki
- Wyciąg z serca wołu - zapewniający węgiel, azot oraz aminokwasy.
- Chlorek sodu - zapewniający równowagę osmotyczną.
- Roztwór skrobi oraz węgiel aktywny - neutralizują substancje toksyczne dla gatunku Bordatella.
- Pepton - zawiera składniki potrzebne do wzrostu bakterii.
- Wyciąg z drożdży - źródło witamin.
- Agar - zestalający podłoże.